# Quartier de la Cité
Le quartier de la Cité est le plus ancien quartier de Paris qui tire son nom de l'Île de la Cité qui en était sa principale composition.

## Historique
Vers 954, sous le règne de Lothaire, on divisa Paris en quatre parties, en quatre quartiers. Le quartier de la Cité, l'ancien Paris, sera l'un d'eux.
En 1190, après l'édification de l'enceinte de Philippe Auguste, le nombre de quartiers passe à huit, le quartier de la cité en fait également partie.
Dans Le Dit des rues de Paris, écrit vers 1280-1300, Guillot de Paris référence 36 rues.
Avec l'érection de l'enceinte de Charles V, achevée en 1383 le nombre de quartiers passe à seize, le quartier de la cité en fait toujours partie.
On sait peu de choses sur le quartier de la Cité entre sa création et la déclaration du Louis XIV du 12 décembre 1702. Cette déclaration indique outre le bornage du quartier, sa composition, nombre de boutiques, de bailliages, de cloitres, de paroisses, de places publiques… mais également le dénombrement des rues avec leurs aboutissements, le nombre de maisons et de lanternes publiques de chaque rue.
Les travaux haussmanniens du milieu du XIXe siècle, ont permis au quartier de la Cité avec sa population infime, qui, depuis tant de siècles, naissait, souffrait, mourrait sans sortir d'une atmosphère putride, a senti dans son sein pénétrer l'air et la vie. Des rues étroites et fangeuses ont disparu, remplacées par deux larges voies publiques.

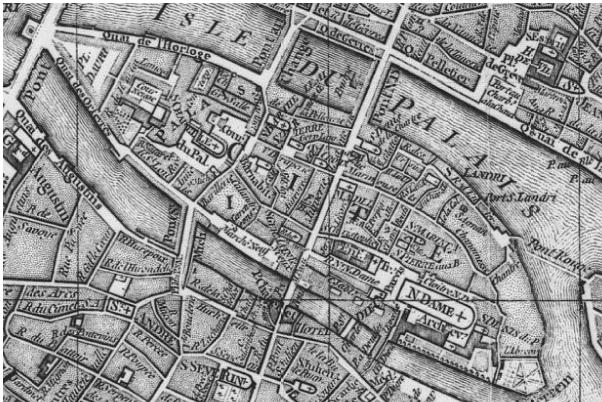
L’île de la Cité et son tissu urbain médiéval avant les travaux haussmanniens (plan Vaugondy de 1771)
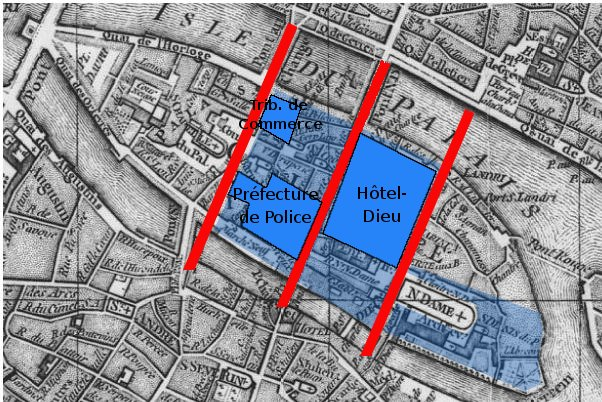
L’île de la Cité remodelée par les travaux d’Haussmann : nouvelles rues transversales (rouge), espaces publics (bleu clair) et bâtiments (bleu foncé)
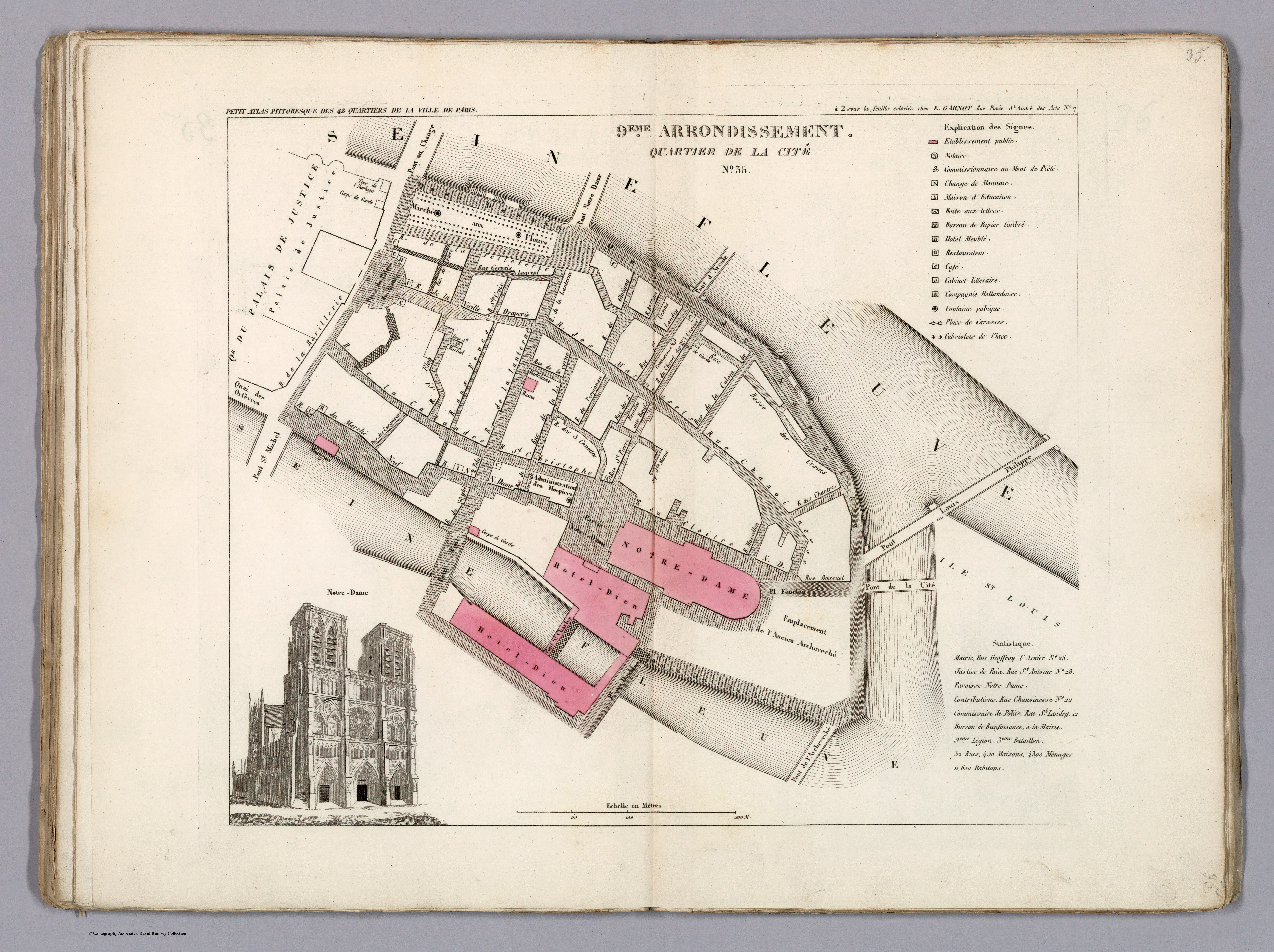
Plan du quartier de la Cité dans l'ancien 9e arrondissement en 1834.
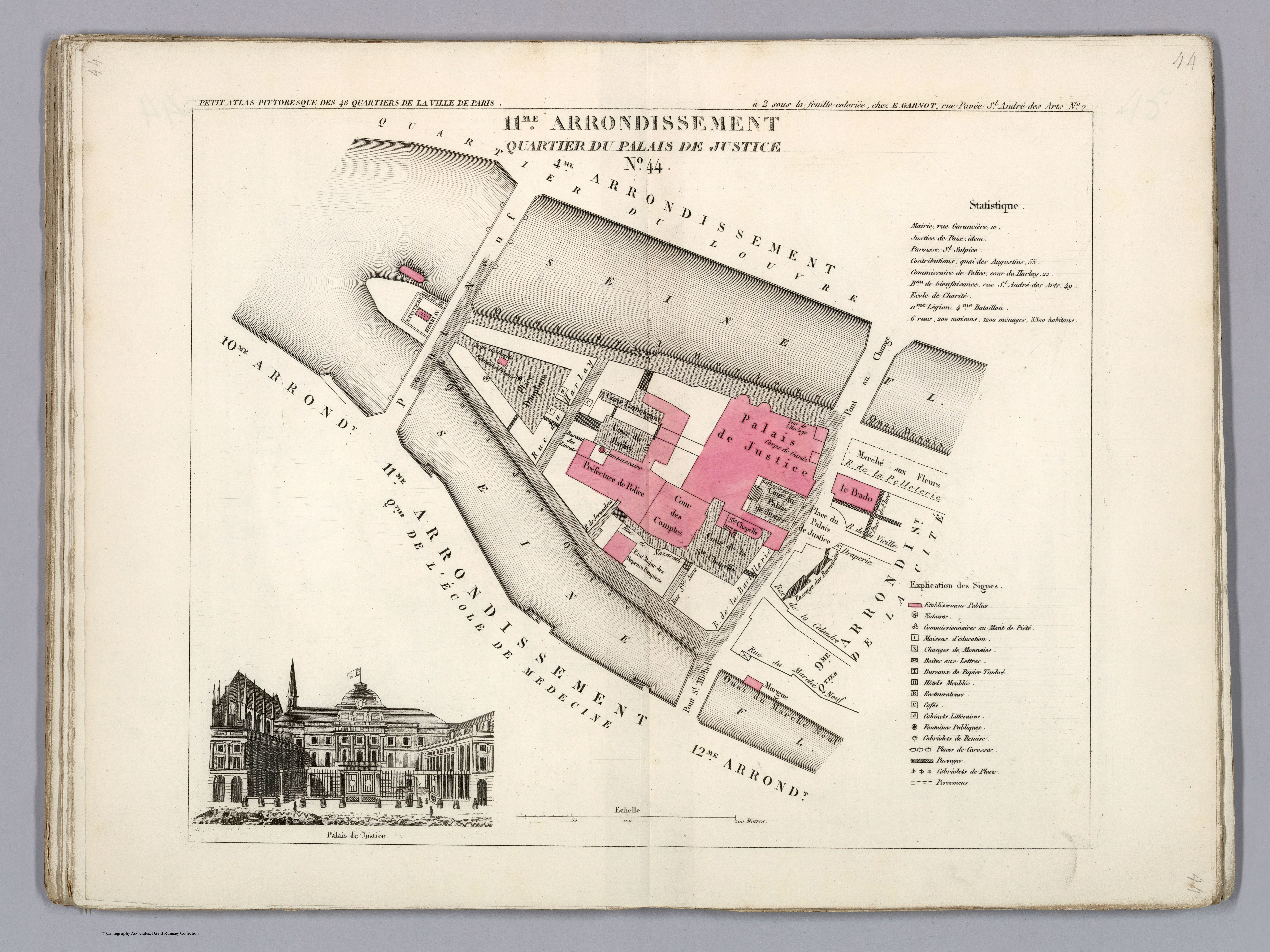
Plan du quartier du Palais de Justice dans l'ancien 11e arrondissement en 1834.

### Le quartier de la Cité en 1702

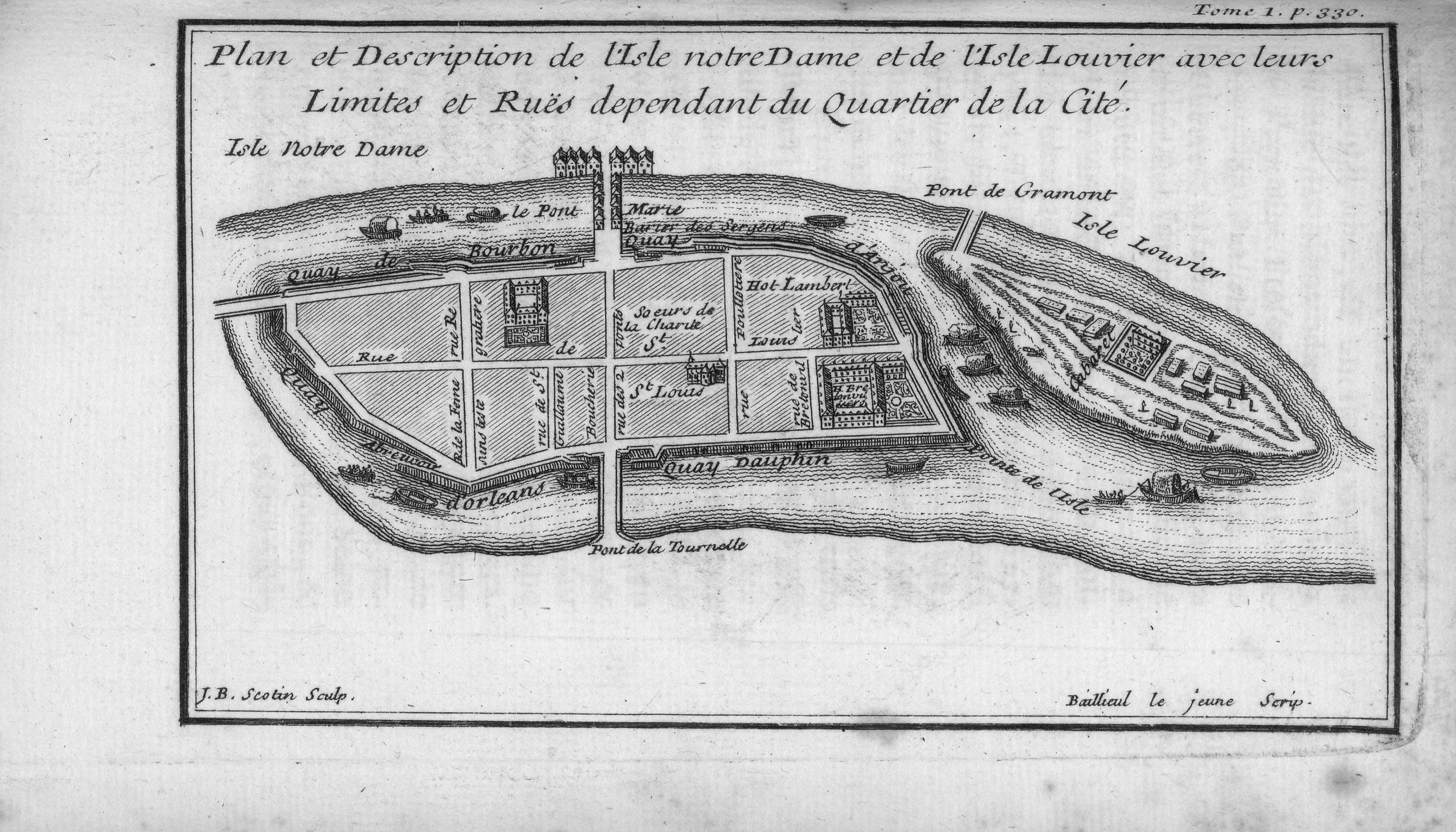
Plan et description de l'ile Notre Dame et de l'ile Louviers avec leurs rues et leurs limites dépendant du quartier de la Cité

Par une déclaration du roi en date du 12 décembre 1702 et par un arrêt du Conseil d'État du 14 février de la même année, Paris a désormais vingt quartiers qui furent bornés et limités dont le quartier de la Cité

#### Limites du quartier
Le quartier de la Cité, sera composé des Îles du Palais, de Notre-Dame et Louviers depuis la pointe orientale de l'Île Louviers jusqu'à la pointe occidentale de l'Île-du-Palais et de tous les ponts desdites îles, y compris la culée du Pont au Change.

#### Île du Palais
Dans l'île du Palais sont contenus :
- 2 abreuvoirs :
  - un au terrain de Notre-Dame, cloître Notre-Dame
  - l'autre au quai des Orfèvres au bout de la rue Saint-Louis
- 3 bailliages seigneuriaux :
  - celui de l'Archevêché situé en la cour de l'Archevêché,
  - celui de la Temporalité, ou de la Barre du Chapitre de Notre-Dame situé dans le cloître Notre-Dame
  - celui du Palais, en l'ancienne cour du Palais
- 1 barrière des huissiers à Verges[4]
  - Place du Marché-Neuf
- Des bateaux servant à laver le linge sale
  - Ils étaient posés en bas des quais.
- 2 boucheries
  - Au Marché-Neuf contenant 10 étaux
  - A Saint-Denis de la Chartre, en haut de la rue du Haut-Moulin, contenant 2 étaux
- 178 boutiques portatives situées sur le Pont-Neuf, dont les places appartiennent à messieurs les valets de pied du Roi, qui en sont propriétaires et qui les louent ou en concèdent les places.
- 1 carrefour
  - Du pont Saint-Michel, où aboutissent les rues de la Barillerie, Saint-Louis, du Marché-Neuf et pont Saint-Michel où se font les publications de paix.
- 4 chapelles
  - Chapelle de Saint-Aignan, située à l'entrée du cloître Notre-Dame
  - Chapelle de Saint-Luc, également appelée chapelle des Peintres, située rue du Haut-Moulin
  - Chapelle Saint-Michel-du-Palais, située en l'ancienne cour du Palais
  - Une 4e chapelle dont le nom n'est pas cité, où se font les ordinations, située en la cour de l'évêché
- 2 chapitres
  - Chapitre de Notre-Dame, situé au cloître de Saint-Denis-du-Pas
  - Chapitre de la Sainte-Chapelle, où l'on fait toutes les fonctions curiales pour les habitants de la cour du Palais.
- 1 cimetière situé hors des paroisses
  - Cimetière des Saints-Innocents, situé au coin de la rue Saint-Denis, adossé à la rue de la Ferronnerie, où l'on reçoit tous les corps morts de toutes les paroisses de ce quartier.
- 1 cloître
  - Cloître de Notre-Dame de Saint-Denis-du-Pas où se tient le chapitre de Notre-Dame
- 2 communautés
  - Communauté des Sœurs de la Charité des Enfants Trouvés, rue Neuve-Notre-Dame
  - Communauté des Sœurs de la Charité de la paroisse de Saint-Barthélemy, qui servent aussi les pauvres prisonniers et tiennent école, près l'église de Saint-Barthélemy rue de la Barillerie
- 2 convents et congrégations
  - Congrégation des Barnabites clercs réguliers, situé rue de la Barillerie
  - Congrégation de Saint-Denis-de-la-Chartre, ordre de Saint-Benoit, rue de la Lanterne et rue du Haut-Moulin
- 2 corps de garde de soldats
  - Ces corps de garde tirés du régiment des Gardes françaises, sont postés pour la sécurité du public et pour empêcher les jeux de hasard. L'un est sur le Pont-Neuf et l'autre à la descente du Pont-Neuf, du côté du quai de la Mégisserie
- 4 cours publiques
  - Celle de l'ancien palais où se font les publications de paix
  - Celle du nouveau palais
  - Celle des Barnabites, devant le palais
  - Celle de l'Archevêché
- 2 églises collégiales
  - Église Saint-Denis-du-Pas
  - Église Saint-Jean-le-Rond, où se font toutes le fonctions curiales pour les habitants du cloître Notre-Dame.
- 1 enclos
  - Enclos de Saint-Denis-de-la-Chartre, qui est un lieu privilégié pour toutes sortes d'artisans situé rue de la Lanterne et rue du Haut-Moulin
- 2 fontaines publiques
  - 1 située dans l'ancienne cour du Palais
  - 1 située Parvis Notre-Dame
- 2 hôpitaux
  - L'hôtel-Dieu situé rue Neuve-Notre-Dame, où l'on baptise les enfants des pauvres femmes qui y accouchent
  - L'hôpital des Enfants-Trouvés situé rue Neuve-Notre-Dame
- 1 hôtel considérable
  - C'est l'hôtel du premier président, Maison Royale, située en l'ancienne cour du Palais.
- 3 juridictions ecclésiastiques
  - De l'officialité, située en la cour de l'Archevêché
  - De l'officialité du Chapitre, situé dans le cloître Notre-Dame
  - Du siège et juridiction du chantre pour les petites Écoles, située dans le cloître Notre-Dame
- 14 juridictions temporelles
  - Toutes situées dans l'enclos et les salles du palais
- 311 lanternes
  - 66 lanternes sont distribuées rues et culs-de-sac, contenues dans l'ile-du-Palais. Il y en a 2 dans chaque rues et 1 dans les culs-de-sac.
  - 96 lanternes sont employées dans l'Île Notre-Dame.
  - 18 lanternes employées dans le cloître Notre-Dame, qui sont entretenues aux dépens du chapitre de Notre-Dame
  - 1 employée dans la première cour de l'Archevêché.
- 1 300 maisons
- 700 boutiques ou échoppes, y compris les échoppes du Pont-Neuf.
- 1 marché pour le pain et autres vivres
  - Place du marché-Neuf
- 2 palais
  - le palais de l'Archevêché, situé à côté de l'église Notre-Dame
  - Le palais de la Cité, appelé le parlement, demeure des premiers rois de France
- 11 paroisses
  - Paroisse de Saint-Barthélemy, située rue Saint-Barthélemy
  - Paroisse de Saint-Christophe, située rue Saint-Christophe
  - Paroisse de Sainte-Croix, située rue de la Vieille-Draperie
  - Paroisse de Sainte-Geneviève-des-Ardents, située rue Neuve-Notre-Dame
  - Paroisse de Saint-Germain-le-Vieux, située rue de la Calandre et rue du Marché-Neuf
  - Paroisse de Saint-Landry, située rue Saint-Landry
  - Paroisse de la Madeleine, située rue de la Juiverie
  - Paroisse de Sainte-Marine, située rue et cul-de-sac Sainte-Marine
  - Paroisse de Saint-Martial, située rue et cul-de-sac Saint-Martial
  - Paroisse de Saint-Pierre-des-Arcis, située rue de la Vieille-Draperie
  - Paroisse de Saint-Pierre-aux-Bœufs, située rue Saint-Pierre-aux-Bœufs
- 6 places publiques
  - Place du Parvis Notre-Dame
  - Place Dauphine
  - Place du Pont-Neuf, devant l'effigie de la statue équestre du roi Henri IV et où se font les publications de paix
  - Place du Marché-Neuf, où se tient le marché
  - Place du Pont-Saint-Michel
  - Place du Pont au Change, où se réunissent les agents de change de la ville, située en l'ancienne cour du Palais, à côté de la Conciergerie.
- 1 pompe des eaux de la Seine
  - Située sur le pont Notre-Dame, elle distribuait les eaux pour une partie des fontaines de la ville.
- 8 ponts
  - Pont Notre-Dame
  - Pont au Change
  - Petit-Pont
  - Pont-Neuf, sur lequel est l'effigie de la statue équestre du roi Henri IV et la pompe de la Samaritaine
  - Pont Saint-Charles renfermé dans l'hôtel-Dieu
  - Pont de Bois, tombé en 1712 lors d'une crue de la Seine.
  - Pont de l'Hôtel-Dieu
  - Pont de la rue de la Bucherie
  - Pont Saint-Michel
- 2 ports, qui sont les plus anciens de la ville.
  - Port Saint-Landry situé rue d'Enfer
  - Port de l'Évêque situé au coin du Jardin du Terrain
- 60 rues
- 6 culs-de-sac
- Plusieurs salles
  - Les salles anciennes du Palais qui sont remplies de toutes sortes de marchands contenant 180 boutiques sans demeure.
  - Les salles nouvelles du Palais qui sont aussi occupées par toutes sortes de marchands contenant 60 boutiques sans demeure.
- Samaritaine et pompe des eaux qui fournit l'eau à quelques fontaines de Paris situées sur le Pont-Neuf
- Statue équestre du roi Henri IV, appelée Cheval de Bronze, devant laquelle se font les publications de Paix située sur le Pont-Neuf.
- Tombereaux[5]
  - 4 tombereaux pendant les mois de novembre, décembre, janvier, février, mars et avril.
  - 3 tombereaux pendant les mois de mai, juin, juillet, août, septembre et octobre.
- Voirie
  - La voirie pour la décharge des boues et immondices de ce quartier est située hors la porte Saint-Antoine.

#### Île Notre-Dame
- 1 abreuvoir :
  - Situé au quai d'Orléans qui sert aussi de port
- 1 barrière des huissiers et sergents à Verge
  - Sur le Pont Marie
- 1 boucherie
  - Rue des Deux-Ponts contenant 4 étaux
- 2 carrefours
  - Le carrefour de la Tournelle ou aboutissent les quais Dauphin, d'Orléans, le Pont de la Tournelle et la rue des Deux-Ponts.
  - Le carrefour du Pont Marie ou aboutissent les quais d'Alençon, de Bourbon, le Pont Marie et la rue des Deux-Ponts.
- 1 communauté
  - Communauté des Sœurs de la Charité établie pour le soulagement des pauvres malades de la paroisse et pour tenir les Écoles des pauvres petites filles, rue Saint-Louis vis-à-vis l'église
- 96 lanternes
  - qui distribuent 13 rues
- 308 maisons
- 1 paroisse
  - Paroisse Saint-Louis, située rue Saint-Louis
- 1 Pointe de l'île
  - C'est le lieu ou est située la maison de Monsieur de Bretonvilliers
- 2 ports
  - Port du quai d'Orléans, ou arrive tout ce qui vient de la Marne
  - Port du quai du Pont Marie
- 4 Quais
  - Quai d'Orléans
  - Quai du Dauphin
  - Quai de Bourbon
  - Quai d'Alençon
- 13 rues
- Tombereaux[5]
  - 2 tombereaux pendant les mois de novembre, décembre, janvier, février, mars et avril.
  - 1 tombereau pendant les mois de mai, juin, juillet, août, septembre et octobre.
- Voirie
  - La voirie pour la décharge des boues et immondices de ce quartier est située hors la porte Saint-Antoine.

#### Voies du quartier de la Cité en 1702

##### Île du Palais
- Rue Sainte-Anne : 11 maisons, 2 lanternes
- Rue aux Fèves : 19 maisons, 3 lanternes
- Rue de la Barillerie : 36 maisons, 10 lanternes
- Rue Saint-Barthélemy : 14 maisons, 5 lanternes
- Rue de Basville : 8 maisons
- Rue de la Calandre : 65 maisons, 8 lanternes
- Rue des Cargaisons : 1 maison, 2 lanternes
- Cul-de-sac des Cargaisons[6]
- Rue du Chevet-Saint-Landry : 7 maisons, 2 lanternes
- Cul-de-Sac du Chevet-Saint-Landry : 2 maisons, 1 lanterne
- Cul-de-sac Saint-Landry[7]
- Rue Saint-Christophe : 27 maisons, 6 lanternes
- Cul-de-sac Saint-Christophe : 2 maisons, 1 lanterne
- Cul-de-sac Jérusalem[8]
- Rue du Cloître-Notre-Dame : 40 maisons, 18 lanternes
- Rue Cocatrix : 10 maisons, 2 lanternes
- Rue de la Colombe : 6 maisons, 2 lanternes
- Rue Sainte-Croix-en-la-Cité : 7 maisons, 3 lanternes
- Cour ou passage des Barnabites : 4 maisons, 3 lanternes
- Cour ancienne du Palais : 25 maisons, 15 lanternes
- Cour neuve du Palais : 5 maisons, 2 lanternes
- Cour de l'Archevêché : 4 maisons, 1 lanterne
- Rue des Deux-Hermites : 4 maisons, 2 lanternes
- Enclos de Saint-Denis-de-la-Chartre : 20 maisons, 2 lanternes
- Rue d'Enfer : 4 maisons, 1 lanterne
- Rue Gervais-Laurent : 14 maisons, 7 lanternes
- Rue de Glatigny : 7 maisons, 5 lanternes
- Rue de Harlay : 36 maisons, 7 lanternes
- Rue du Haut-Moulin : 13 maisons, 4 lanternes
- Rue de la Huchette : 2 maisons, 1 lanterne
- Rue de la Juiverie : 41 maisons, 4 lanternes
- Rue Lamoignon : 40 maisons, 8 lanternes
- Rue Saint-Landry : 27 maisons, 2 lanternes
- Rue de la Lanterne : 25 maisons, 4 lanternes
- Rue de l'Évêque : 5 maisons, 1 lanterne
- Rue de la Licorne : 25 maisons, 4 lanternes
- Rue Saint-Louis : 60 maisons, 8 lanternes
- Rue du Marché-Palu : 10 maisons, 3 lanternes
- Rue du Marché-Neuf : 60 maisons, 15 lanternes
- Rue des Marmousets : 37 maisons, 9 lanternes
- Rue de Nazareth : 5 maisons, 6 lanternes
- Rue Neuve-Notre-Dame : 28 maisons, 7 lanternes
- Parvis Notre-Dame : 4 maisons, 5 lanternes
- Rue de la Pelleterie[9] : 25 maisons, 4 lanternes
- Rue de la Vieille-Pelleterie[10]
- Rue du Port-aux-Œufs : 2 maisons
- Cul-de-sac du Port-aux-Œufs[11]
- Rue de Perpignan : 11 maisons, 2 lanternes
- Rue Saint-Pierre-aux-Bœufs : 25 maisons, 4 lanternes
- Rue Sainte-Marine : 6 maisons, 2 lanternes
- Cul-de-sac Sainte-Marine
- Place Dauphine : 46 maisons, 8 lanternes
- Place du Cheval-de-Bronze : 0 maison, 3 lanternes
- Petit-Pont : 26 maisons, 5 lanternes
- Cul-de-sac des Sablons
- Rue du Pont-Notre-Dame : 60 maisons, 10 lanternes
- Rue du Pont-au-Change : 78 maisons, 8 lanternes
- Rue du Pont de l'Hôtel-Dieu : 0 maison, 2 lanternes
- Rue du Pont-de-Bois[12]
- Rue du Pont-au-Double[13]
- Rue du Pont Saint-Michel : 42 maisons, 6 lanternes
- Pont-Neuf : 22 maisons, 20 lanternes
- Rue du Pont Saint-Michel : 42 maisons, 6 lanternes
- Rue du Port Saint-Landry et place Saint-Landry : 1 maison, 2 lanternes
- Quai de l'Horloge du Palais : 46 maisons, 14 lanternes
- Quai des Morfondus[14]
- Rue de la Savaterie : 43 maisons, 5 lanternes
- Cul-de-sac de la Savaterie : 5 maisons, 1 lanterne
- Cul-de-sac Saint-Martial[15]
- Rue des Trois-Canettes : 16 maisons, 5 lanternes
- Rue des Canettes[16]
- Rue de Venise-en-la-Cité : 3 maisons, 1 lanterne
- Rue des Dix-Huict[17]
- Rue de la Vieille-Draperie : 46 maisons, 5 lanternes
- Cul-de-sac de la Vieille-Draperie[18]
- Cul-de-sac Saint-Barthélemy : 2 maisons, 1 lanterne
- Rue Basse-des-Ursins : 10 maisons, 1 lanterne
- Rue Haute-des-Ursins : 10 maisons, 2 lanternes
- Rue du Milieu-des-Ursins : 8 maisons, 1 lanterne

##### Île Notre-Dame
- Rue de Bretonvilliers : 5 maisons, 2 lanternes
- Rue des Deux-Ponts : 43 maisons, 7 lanternes
- Rue de la Femme-Sans-Tête : 5 maisons, 2 lanternes
- Rue Guillaume : 15 maisons, 2 lanternes
- Rue Saint-Louis : 101 maisons, 22 lanternes
- Rue du Pont-Marie : 28 maisons, 7 lanternes
- Rue du Pont de la Tournelle : ?? maisons, 7 lanternes
- Rue Poultier : 10 maisons, 5 lanternes
- Quai d'Orléans : 15 maisons, 13 lanternes
- Quai du Dauphin : 12 maisons, 7 lanternes
- Quai des Balcons
- Quai de Bourbon : 33 maisons, 10 lanternes
- Quai d'Anjou : 20 maisons, 9 lanternes
- Quai d'Alençon
- Rue Le Regrattier : 20 maisons, 3 lanternes

##### Île Louviers
L'île Louviers également appelée île d'Antragues, dépend du quartier de la Cité. Elle est située vis-à-vis des Célestins et le long du canal du Grand Arsenal qui à un pont de bois appelé Pont Grammont construit sur pilotis, qui a communication au quai des Célestins et à l'île, qui sert et qui est remplie de bois de charpente et de menuiserie que l'on vend au public, ou est aussi un port pour le foin et les fruits. Il n'y a qu'une seule maison en cette île qui relève et dépend de la ville à laquelle elle appartient.

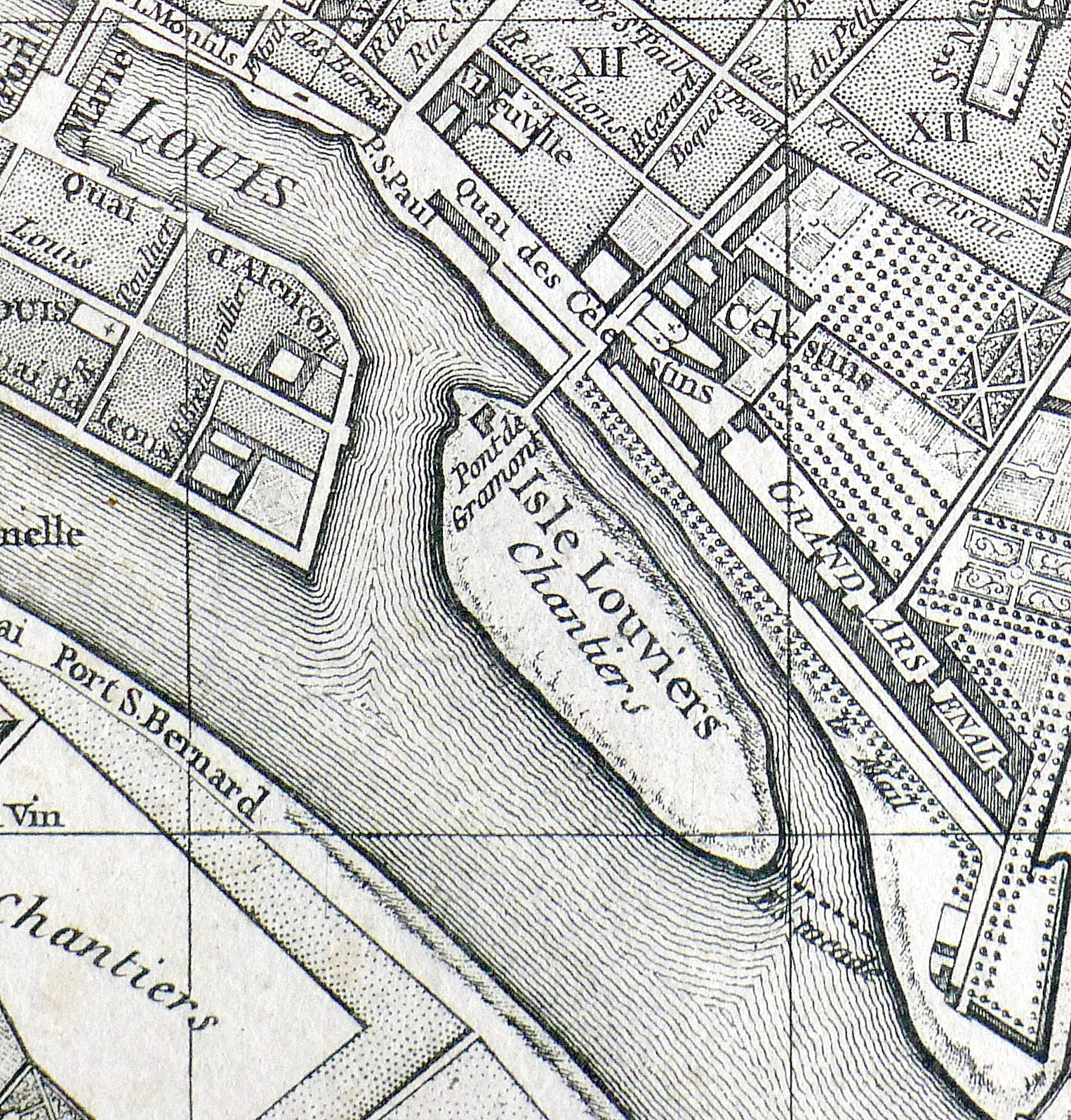
Île Louviers sur le plan de Vaugondy (1760)
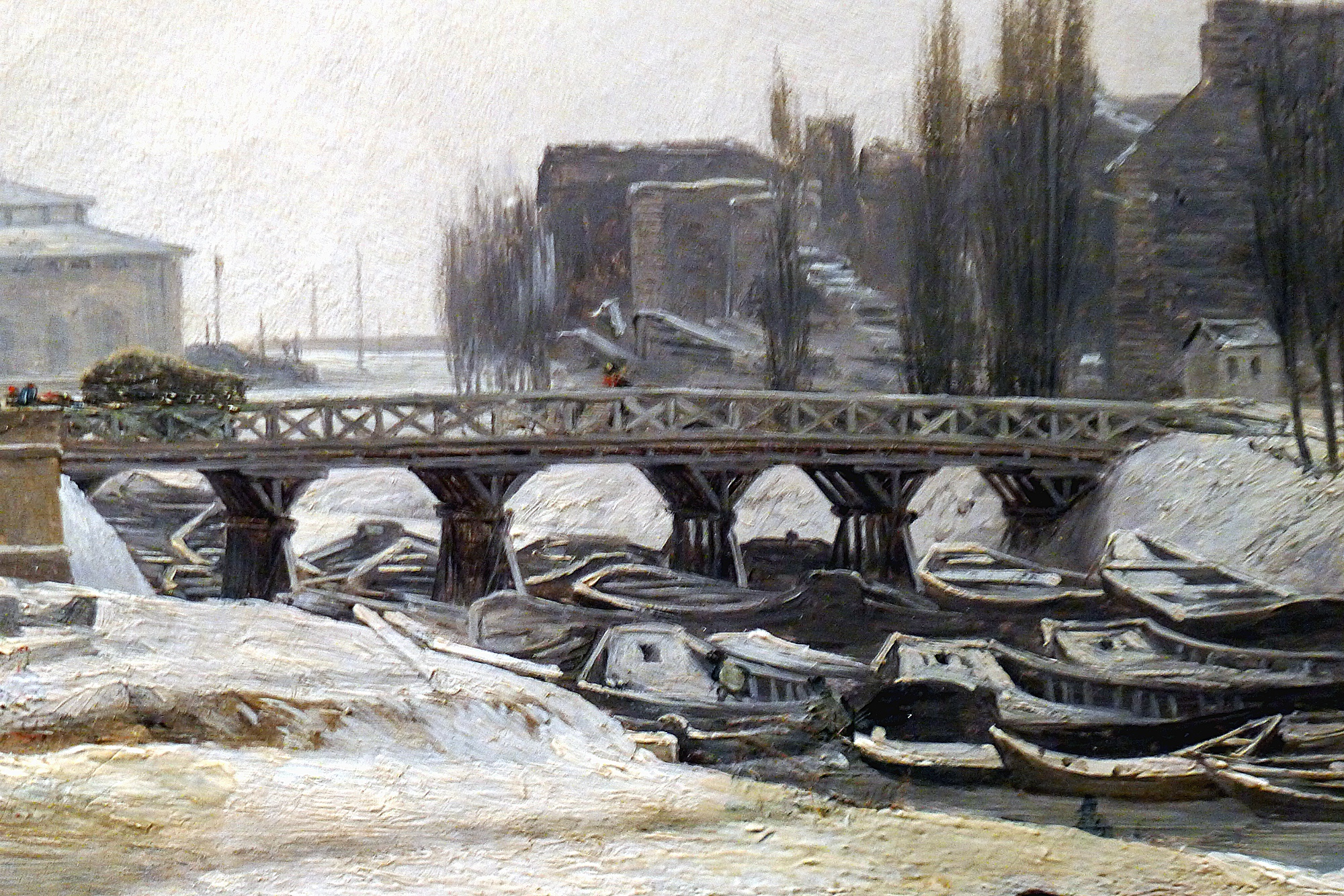
Le pont de Grammont lors du rude hiver 1830 - Détail d'un tableau d'Antoine Perrot (musée Carnavalet)